# L'ombrello di suo fratello/Passaggio a livello
L'ombrello di suo fratello/Passaggio a livello è il nono 45 giri da solista di Enzo Jannacci, pubblicato dalla Dischi Ricordi nel 1965, quando il cantautore non faceva più parte di questa etichetta discografica da alcuni anni, per sfruttare il successo delle prime incisioni per la Jolly (in particolare El portava i scarp del tennis e L'Armando).
Le due canzoni erano già state pubblicate su 45 giri dalla Tavola Rotonda, in L'ombrello di suo fratello/Il tassì e in Passaggio a livello/Il giramondo.
Entrambe le canzoni sono scritte da Jannacci sia per il testo che per la musica, e saranno inserite nel 1968 nell'album antologico Le canzoni di Enzo Jannacci.
In seguito Passaggio a livello verrà reincisa da Jannacci per il suo album postumo L'artista; verrà inoltre incisa anche da Luigi Tenco nel suo album Luigi Tenco canta Tenco, De André, Jannacci, Bob Dylan, Mogol.

## Tracce
- L'ombrello di suo fratello
- Passaggio a livello